# 조기수축
조기수축 (premature beats)은 심장에서 정상적으로 맥박을 만들어내는 곳 이외의 부위에서, 정상 맥박보다 조기에 한두 번의 엇박자 맥박이 생기는 질환이다. 심장 박동이 불규칙하게 뛰거나 건너뛰는 느낌이 나타나고, 호흡곤란이나 흉통, 불쾌감 등을 느낄 수 있다. 심장 맥박과 관련된 질환을 부정맥이라고 하는데, 이런 부정맥 가운데 가장 흔한 질환이다. 엇박자 맥박이 나오는 부위에 따라서, 조기 심실 수축과 조기 심방 수축으로 나눌 수 있다. 이러한 조기 수축은, 다른 곳에서 맥박이 생긴다고 하여 ‘기외 수축’ 이라고 부르기도 한다.
심장에 다른 질환이 없고, 심장 기능이 정상이라면, 이러한 조기수축으로 인해 급사 혹은 다른 심장 질환으로 악화될 가능성은 사실상 없으므로, 안심해도 된다. 이러한 조기 수축은 피로, 스트레스, 과도한 운동, 음주, 커피, 흡연, 감기 등과 연관되어 나타날 수 있으므로, 몸에 무리가 있다는 일종의 신호로 생각할 수도 있다. 생활이 불규칙하고 무리한 업무에 시달리신 다면, 이를 먼저 조절하는 것이 도움이 된다. 이러한 요인이 없어도 조기 수축은 나타날 수 있는데, 충분한 휴식을 취하고, 적당한 운동을 하시면, 조기 수축의 빈도가 줄어들 수 있다. 
치료는 일반적으로 꼭 필요하지 않지만, 증상이 심한 경우 약물 치료를 시도해 볼 수 있다. 약물 치료에 앞서, 불편한 증상이 조기 수축 때문인 지 확인하는 절차가 반드시 필요하다. 조기 수축의 증상이 다소 애매하기 때문에, 다른 원인 때문에 불편한 증상이 생기는 경우도 흔하기 때문이다. 이를 위해서 홀터 검사를 시행하거나, 심전도를 자주 확인할 필요가 있다. 또한, 증상이 없더라도 조기 수축이 너무 빈번하게 발생하는 경우, 심장 기능에 좋지 않은 영향을 끼칠 수 있기 때문에, 적극적인 치료를 고려해야 되는 경우도 있다. 약물 치료로도 호전이 되지 않는 경우 전극 도자절제술을 시도하면 조기수축의 빈도가 줄어들거나 완치를 기대할 수도 있다.